# Zelená dolina (Wielka Fatra)

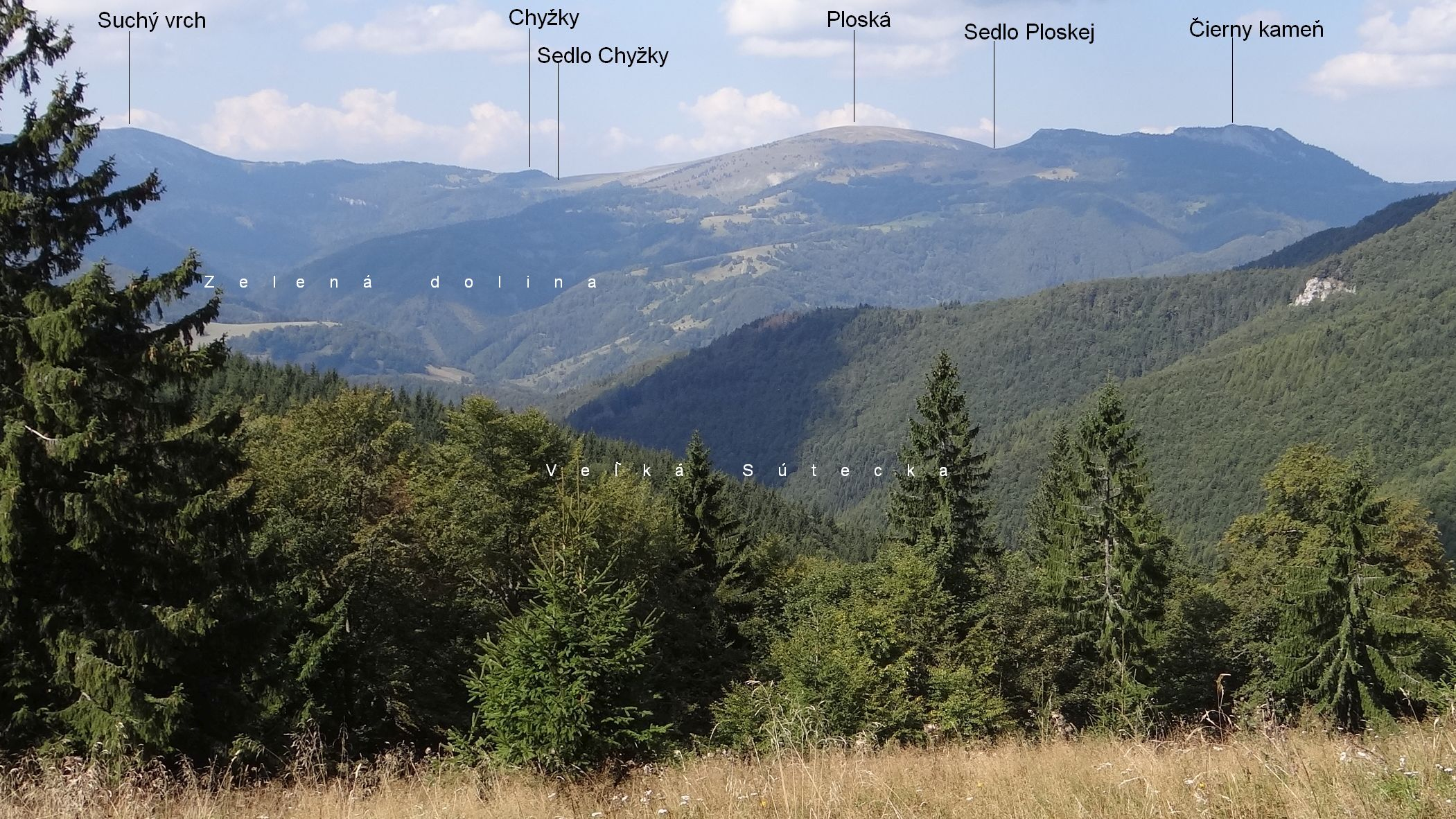

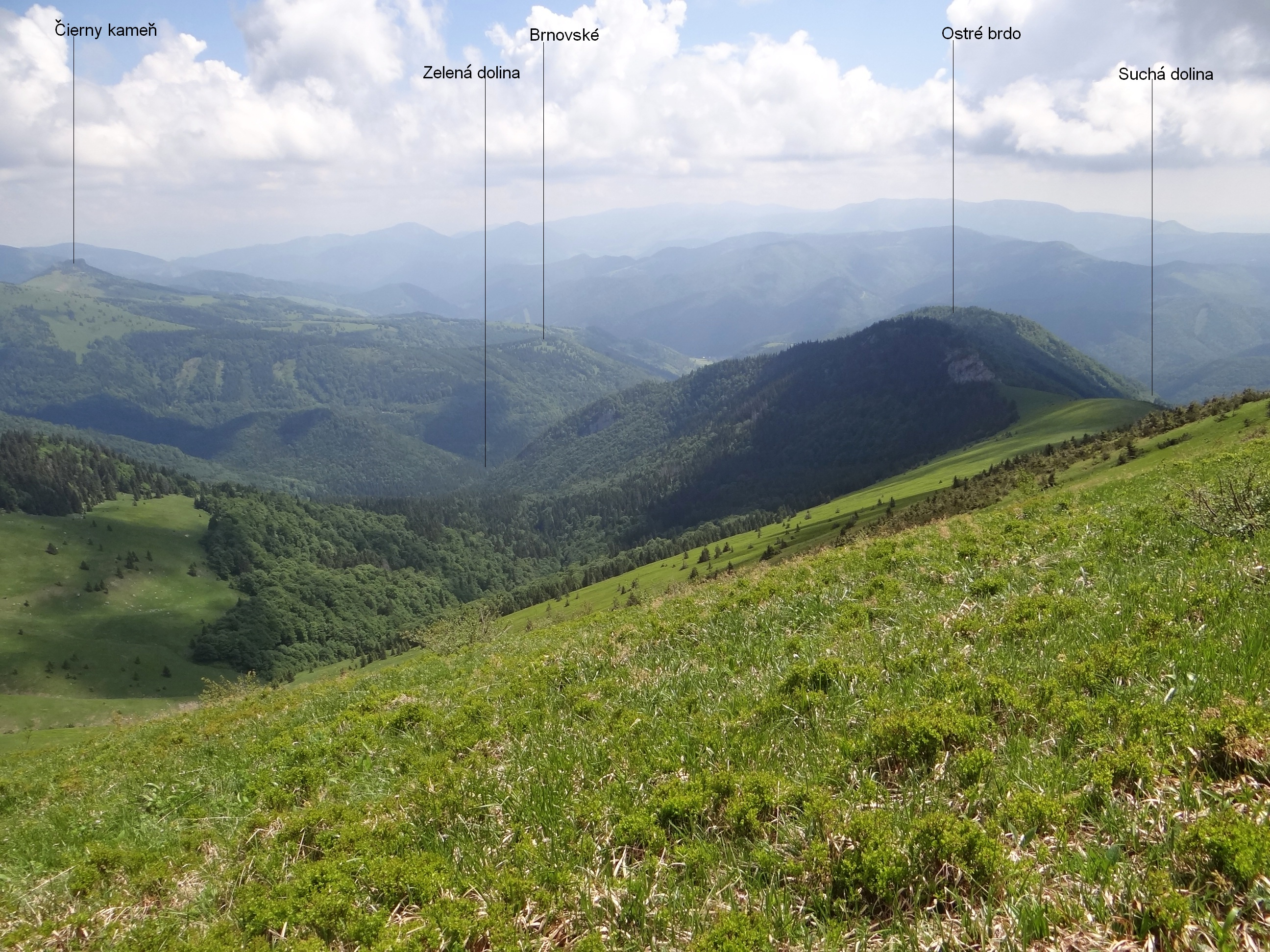

Zelená dolina – dolina w Wielkiej Fatrze na Słowacji. Jest lewym odgałęzieniem Doliny Rewuckiej (Revúcka dolina). Ma wylot na wysokości około 740 m w górnej części miejscowości Liptovské Revúce. Górą podchodzi pod główną grań Wielkiej Fatry na odcinku od Ostredoka (1592 m) po Sedlo Ploskej (1390 m). Zelená dolina ma jedno odgałęzienie – dolinkę Radovo.
Dnem doliny spływa Zeleny potok, na niektórych mapach opisywany jako Lopušná. Dolina jest większości porośnięta lasem, ale jej najwyższe partie (na grzbiecie Wielkiej Fatry) pokrywają duże połacie hal. Również na dnie doliny znajdują się polany.
Wzdłuż koryta potoku z miejscowości Liptovské Revúce prowadzi szlak turystyczny, na przełęczy Chyžky łączący się z czerwonym szlakiem biegnącym głównym grzbietem Wielkiej Fatry.

## Szlak turystyczny
Vyšna Revúcá –  Zelená dolina – Radovo – przełęcz Chyžky. Deniwelacja 635 m, odległość 6,9 km, czas przejścia 2,20 h, ↓ 1,45 h.